# Robliza de Cojos
Robliza de Cojos is een gemeente in de Spaanse provincie Salamanca in de regio Castilië en León met een oppervlakte van 21,83 km². Robliza de Cojos telt 209 inwoners (1 januari 2016).

## Demografische ontwikkeling
Bron: INE, 1857-2011: volkstellingen